# Hammamet, Tébessa
Hammamet là một đô thị thuộc tỉnh Tébessa, Algérie. Dân số thời điểm năm 2002 là 15.879 người.